# Gustavo Moscoso
Gustavo Segundo Moscoso Huencho (ur. 10 sierpnia 1955 w Valdivii) – piłkarz chilijski grający podczas kariery na pozycji napastnika.

## Kariera klubowa
Karierę piłkarską Gustavo Moscoso rozpoczął w klubie Universidad Católica w 1975. W 1983 wyjechał do Meksyku do klubu Puebla FC. Z Pueblą zdobył mistrzostwo Meksyku w 1983 oraz Puchar Meksyku w 1988. W latach 1989–1990 był zawodnikiem Morelii, a w latach 1991–1992 Tigres UANL, w którym zakończył karierę.

## Kariera reprezentacyjna
W reprezentacji Chile Moscoso zadebiutował 6 października 1976 w zremisowanym 0-0 towarzyskim spotkaniu z Urugwajem. 
W 1982 roku został powołany przez selekcjonera Luisa Santibáñeza do kadry na Mistrzostwa Świata w Hiszpanii. Na Mundialu Rivas wystąpił we wszystkich trzech meczach z Austrią, RFN (w 89 min. zdobył honorową bramkę dla Chile) i Algierią, który był jego ostatnim meczem w reprezentacji. Od 1976 do 1982 roku rozegrał w kadrze narodowej 21 spotkań, w których zdobył 4 bramki.